# دوري الدرجة الأولى الليتواني 1991
دوري الدرجة الأولى الليتواني 1991 (بالليتوانية: Lietuvos futbolo varžybos 1991 m.)‏ هو الموسم 1 من دوري الدرجة الأولى الليتواني. أقيم خلال الفترة مارس 1991 وحتى يونيو 1991، وأشرف على تنظيمه اتحاد ليتوانيا لكرة القدم، وكان عدد الأندية المشاركة فيه 15، وفاز فيه نادي جالغيريس.